# Шумперк (окръг)
Окръг Шумперк (на чешки: Okres Šumperk) се намира в Оломоуцкия край на Чехия. Площта му е 1313,06 km2, а населението му - 123 558 души (2012). Административен център е град Шумперк. Окръгът има 78 населени места, в това число 8 града и 6 града без право на самоуправление.

## Градове
- Ханушовице
- Лощице
- Мохелнице
- Старе Место
- Шумперк
- Усов
- Забржех
- Щити